# Црква Вазнесења Господњег у Цветуљи
Црква Вазнесења Господњег у Цветуљи, насељеном месту на територији општине Крупањ, подигнута је 1889. године. Припада Епархији шабачкој Српске православне цркве.
Постојање прве богомоље у Цветуљи, по причи, везано је за извесну Цвету, по којој је и село добило име. Ову цркву су Турци запалили и она је изгорела до темеља. Настанак друге цркве везује се за свештеничку породицу Ђермановић-Поповиић, из Завлаке, за свештенике Митра и Матију. Цркву је о свом трошку подигао један од ова два свештеника, саграђен од дрвета чији је материјал донесен са оближњег брда Орловца. Протоколи храма су почели да се воде од 1837. године.
Постојала је намера да се ова црква поправи, али су виђенији људи одлучили да се уместо ње направи нова од тврдог материјала посвећену Светом Вазнесењу Господа. Тако је црква оборена 15. маја 1884. године и започела се градити данашња грађевина, која је завршена и први пут обављена служба 17. децембра 1889. године.
Црква је реновирана у периоду од 1984. до 1989. године.
Проглашена је за споменик културе 2022. године.